# Максимович, Анна Павловна
Анна Павловна Максимович (8.05.1901 г., Чернигов, Российская империя — 1942 г., Германия) — русская беженка, врач-невропатолог, участница движения Сопротивления.

## Биография
Родилась 8 мая 1901 года в Чернигове, на территории Российской империи, в семье русского генерала П. В. Максимовича.
Была незамужней сестрой Василия Максимовича. С помощью брата руководила клиникой в Шуази-ле-Руа. Впоследствии организовала лагерь в Верне, близ Пиренеев. Её отец был царским генералом, сама Анна была монархисткой.
Во Францию она приехала в 1922 году и жила в доме № 12 по улице Бьято, в Колоне, а затем в Шато де Бийерон в Люньи-Шампань (департамент Шер). В 1937 году Анна Максимович написала свои воспоминания «Идут большевики».
В 1941 году Анна и Василий Максимович завербовали Кете Фелькнер и склонили её к сотрудничеству с Леопольдом Треппером в Париже.
Анна Максимович была арестована 12 декабря 1942 года и впоследствии казнена.